# Vladimir Sachnov
Vladimir Nikolaevič Sachnov, accreditato come Wladimir Sachnov dalla FIS (cirillico Владимир Николаевич Сахнов; Kamenka, 28 giugno 1955), è un allenatore di sci nordico ed ex fondista kazako. Durante la sua carriera agonistica gareggiò per la nazionale sovietica.

## Biografia

### Carriera sciistica
In Coppa del Mondo ottenne il primo risultato di rilievo il 20 febbraio 1983 a Kavgolovo (6°) e il primo podio il 10 marzo 1984 a Oslo (2°)
In carriera prese parte a due edizioni dei Giochi olimpici invernali, Sarajevo 1984 (4° 30 km, 8° nella 50 km) e Calgary 1988 (12° nella 50 km, 2° nella staffetta), e a tre dei Campionati mondiali, vincendo una medaglia.

### Carriera da allenatore
Dopo il ritiro lavorò come allenatore in Kazakistan, guidando i fondisti della nazionale kazaka dal 1993 al 1999.

## Palmarès

### Olimpiadi
- 1 medaglia:
  - 1 argento (staffetta[2] a Calgary 1988)

### Mondiali
- 1 medaglia:
  - 1 argento (staffetta[2] a Oberstdorf 1987)

### Coppa del Mondo
- Miglior piazzamento in classifica generale: 5º nel 1984
- 2 podi (entrambi individuali[3])[4]:
  - 2 secondi posti

### Campionati sovietici
- 5 ori (50 km nel 1982; 50 km nel 1984; 50 km, staffetta nel 1986; staffetta nel 1987)[1]